# Alexander 2. af Skotland
Alexander 2. (født 24. august 1198, Haddington, Lothian (i dag East Lothian) i Skotland, død 8. juli 1249, Kerrera (nu i Argyll and Bute)), var konge af Skotland fra 1214 til 1249. Han var søn af Vilhelm 1. og af Ermengarde de Beaumont. Alexander blev kronet ved sin fars død den 4. december 1214. Han bevarede freden med England og styrkede i høj grad det skotske monarki.

## Strid med England
Året efter kroningen deltog Alexander 2. sammen med engelske baroner i deres kamp mod kong John og ledte en hærstyrke ind i kongeriget England som støtte for baronenes kamp. Kong John blev tvunget til at underskrive Magna Carta og ved den engelske konges svækkelse, erobrede Alexander 2. Northumberland, men senere slået tilbage. Frem til Kong Johns død i 1216 blev sendt en række felttog frem og tilbage i området.
Der blev sluttet fredsaftale i 1217 mellem Alexander 2. og Kong Johns søn, kong Henrik 3. af England og den franske prins Ludvig 8. af Frankrig. Freden blev yderligere styrket ved, at Alexander i 1221 giftede sig med kong Henriks søster Joanna den 18. eller den 25. juni 1221.
I 1237 indgik Henry og Alexander Freden i York, en aftale, hvorved den skotske konge opgav sit krav på territorium i England, men modtog i bytte flere engelske godser. Grænsen til Skotland blev fastsat omtrent på dens nuværende placering.

## Intern uro og strid med Norge
Året efter Alexanders kroning udbrød oprør blandt af to klaner, MacWilliam og MacHeth, men oprøret blev hurtigt nedkæmpet.
Mens Alexander søgte at konsolidere sin magt i Skotlands fastland, styrkede den norske konge, kong Håkon Håkonsson det norske styre over de ydre øer, særlig Hebridene, nordøst for Skotland. Den norske konge angreb Rothesay Castle på øen Bute syd for Inveraray, hvor skotterne led nederlag.
Året etter erobrede Alexander det hidtil uafhængig område Argyll. Kongelige styrker knuste derefter et oprør i Galloway i 1235 uden større vanskeligheder.

## Nyt ægteskab
Johanne døde i marts 1238 i Essex og året efter giftede Alexander sig på ny, denne gang med Mary af Coucy (Marie de Coucy) fra den franske kongefamilie. Brylluppet fandt sted den 15. maj 1239 og gav en søn, den fremtidige konge, Alexander 3. af Skotland, født 1241.
En trussel om invasion af den engelske konge i 1243 afbrød det venskabelige forhold mellem de to konger, men de engelske baroners modvilje mod krig fik fredssamtaler i gang i Newcastle.

## Strid med Norge
Alexander vendte derefter opmærksomheden mod de ydre vestlige øer, som fortsat var under den norske krone. Alexander forsøgte at købe øerne, men uden held. Alexanders forsøgte herefter at få Ewen, søn af Duncan, regent af Argyll, til at bryde alliancen med kong Håkon Håkonsson, men også dette slog fejl.
Da forsøgene på en forhandlingsløsning slog fejl, forsøgte Alexander derefter at erobre de norrøne territorier. Han sejlede ud mod Dunstaffnage Castle, der var Macdougall-klanens fæstning. Klanen var jarler af øerne, udpeget af den norske konge. Under sejlasen fik Alexander feber ved øenKerrera ved de indre hebrider og døde der i 1249. Han blev fragtet tilbage og begravet ved Melrose Abbey i Roxburghshire. Hans søn, den otte år gamle Alexander 3. af Skottland, efterfulgte ham som konge af Skotland.